# Wang Xindi
Wang Xindi (en chinois : 王新地), né le 2 mai 1995, est un skieur acrobatique chinois spécialisé dans le saut. 

## Palmarès

### Championnats du monde
- Médaillé d'argent en sauts par équipes lors des Championnats du monde 2019.

### Coupe du monde
- 1 petit globe de cristal :
  - Vainqueur du classement sauts en  2019.
- 10 podiums dont 3 victoires.

#### Détails des victoires
| Épreuve / Édition | Sauts       |
| ----------------- | ----------- |
| 2016-2017         | Minsk       |
| 2021-2022         | Deer Valley |
| 2024-2025         | Almaty      |